# Lorenza Indovina
Lorenza Indovina (Roma, 5 de outubro de 1966) é uma atriz italiana. 

## Biografia e carreira
Nascida em Roma, filha do diretor Franco Indovina, estudou teatro na Academia de Artes Dramáticas Silvio d'Amico, graduando-se em 1991. Estreou profissionalmente no palco em 1992, no drama Il trittico di Antonello, de Francesco Crescimone. É casada com o escritor Niccolò Ammaniti desde 2005.

## Filmografia selecionada
- The Rebel (1993)
- The Escort (1993)
- The Truce (1997)
- A Love (1999)
- Padre Pio: Miracle Man (2000)
- Almost Blue (2000)
- Life as It Comes (2003)
- Inferno Below (2003)
- Sorry, You Can't Get Through! (2005)
- The Past Is a Foreign Land (2008)
- Qualunquemente (2011)
- Tutto tutto niente niente (2012)
- Land of Saints (2015)
- Partly Cloudy with Sunny Spells (2015)
- Burning Love (2015)
- Forever Young (2016)
- Cetto c'è, senzadubbiamente (2019)